# Koila (Rakke)
Koila est un village de la Commune de Rakke du Comté de Viru-Ouest en Estonie.
Il abrite plusieurs sources karstiques, une doline ainsi qu'un manoir, le Manoir de Koila.

## Source
- (et) Cet article est partiellement ou en totalité issu de l’article de Wikipédia en estonien intitulé « Koila (Rakke) » (voir la liste des auteurs).